# Anisia macroptera
Anisia macroptera là một loài ruồi trong họ Tachinidae.